# Haii-Za-Rudoiu, Zboriv
Haii-Za-Rudoiu (în ucraineană Гаї-За-Рудою) este o comună în raionul Zboriv, regiunea Ternopil, Ucraina, formată numai din satul de reședință.

## Demografie
Componența lingvistică a comunei Haii-Za-Rudoiu
     Ucraineană (99,88%)
Conform recensământului din 2001, majoritatea populației comunei Haii-Za-Rudoiu era vorbitoare de ucraineană (99,88%), existând în minoritate și vorbitori de alte limbi.